# Krzysztof Maria Szwermicki
Krzysztof Maria Szwermicki (Szwernicki) właśc. Józef Szwernicki MIC (ur. 27 sierpnia?/8 września 1814 w Warnupianach, zm. 14 listopada?/26 listopada 1894 w Irkucku) – polski duchowny katolicki, marianin, zesłaniec, proboszcz parafii katolickiej w Irkucku.

## Młodość
Pochodził ze zubożałej rodziny szlacheckiej. Był synem Adama i Katarzyny z d. Wojciechowskiej. Po ukończeniu szkoły elementarnej w Mariampolu, w 1824 rozpoczął naukę w Wyższej Szkole Łacińskiej, gimnazjum prowadzonym przez zakon marianów.
Uczestnik powstania listopadowego jako żołnierz pułku ułanów, dwukrotnie ranny (w bitwach pod Stoczkiem i Nową Wsią). Koniec powstania zastał go w szpitalu w Puławach, gdzie leczył się z odniesionych ran. Po wyzdrowieniu wstąpił do zakonu marianów, w którym ukończył szkołę średnią. Wtedy też przybrał zakonne imię Krzysztof Maria. 24 grudnia 1837 został wyświęcony na kapłana w Sejnach przez biskupa augustowskiego Pawła Straszyńskiego. Po święceniach wyjechał do Warszawy, gdzie pracował z głuchymi i pomagał w tworzeniu Instytutu Głuchoniemych. Po powrocie do Mariampola założył tam podobną placówkę.

## Więzienie i katorga
W 1844 został przełożonym klasztoru w Mariampolu, który stał się ważnym ośrodkiem ruchu narodowego. Zakonnicy zaangażowali się w sprowadzanie zakazanej literatury patriotycznej z Prus i Francji. W 1846 Szwernicki został aresztowany i przewieziony do warszawskiej Cytadeli, pod zarzutem rozpowszechniania zakazanych książek. W Cytadeli więziono go przez pięć lat i poddano okrutnemu śledztwu. 28 sierpnia 1850 r. wyrokiem sądu wojskowego został skazany na bezterminową katorgę na Syberii. Wyrok ten został później zamieniony na zamieszkanie w Guberni irkuckiej pod dozorem policyjnym, bez pozbawiania skazanego praw cywilnych i kapłańskich. 14 maja 1852 dotarł do Irkucka, gdzie miał pełnić posługę duchową w miejscowym kościele.

## Proboszcz parafii irkuckiej
Po śmierci miejscowego proboszcza ks. Hacickiego, w 1856 stanął na czele parafii Wniebowzięcia Najświętszej Maryi Panny w Irkucku, która była w tym czasie największą parafią katolicką na świecie (od Arktyki do granicy z Chinami). Mimo zgody władz rosyjskich na powrót do ojczyzny, Szwernicki zdecydował się pozostać w Irkucku i prowadzić działalność duszpasterską wśród polskich zesłańców. W 1859, za zgodą generał-gubernatora Nikołaja Murawiowa udał się w podróż po Syberii, aby zapewnić posługę duchową dla żołnierzy wyznania katolickiego. Owocem tej podróży był dziennik, w którym Szwernicki opisał swoje przeżycia 27 listopada 1866 ks. Szwernicki udzielił ostatniej posługi skazanym na śmierć uczestnikom powstania zabajkalskiego.
Po zniszczeniu starego drewnianego kościoła w Irkucku (spłonął w pożarze miasta w czerwcu 1879) Szwernicki zaangażował się w budowę nowej świątyni i nowej plebanii, które zostały otwarte w 1885. W tym samym roku arcybiskup mohylewski Aleksander Gintowt-Dziewałtowski przyjął jego dymisję z uwagi na zły stan zdrowia. Z uwagi na to, iż jego następca nie dotarł do Irkucka, Szwernicki w 1886 ponownie podjął obowiązki proboszcza. Pracę duchownego docenił w szczególny sposób papież Leon XIII, który w 1888 nazwał Szwernickiego "apostołem Syberii", a na 50 rocznicę kapłaństwa podarował mu złoty kielich i mszał okuty w złoto.
W styczniu 1894 duchowny padł ofiarą napaści we własnym domu i został dotkliwie pobity przez bandytów. Nie odzyskał już zdrowia i zmarł w październiku/listopadzie t.r. (według dokumentów związanych z pogrzebem śmierć nastąpiła 31 października, natomiast urzędowy mariański spis zmarłych marianów podaje datę 28 listopada). Błędnie podaje się, że ksiądz Szwernicki miał być pochowany 3 grudnia 1894 w kościele irkuckim. W rzeczywistości doczesne szczątki kapłana złożono w katolickiej kwaterze cmentarza Jerozolimskiego w Irkucku. Pomnik na jego grobie istniał jeszcze w latach czterdziestych XX wieku. Cmentarz został zlikwidowany w czasach sowieckich na polecenie Breżniewa, a na jego miejscu wybudowano park rozrywki.
Przez władze rosyjskie został uhonorowany orderem św. Stanisława III klasy (1870) i orderem św. Anny III klasy (1879).

## Upamiętnienie
W 2023 roku został wydany tomik wierszy Tomasza Jankowskiego pt.: W krwawym polu srebrne ptaszę. Autor opisał w nim dzieje powstania styczniowego. Jeden z rozdziałów, o nazwie: Ks. Krzysztof Szwernicki, został poświęcony tytułowej postaci. 